# Борисов, Алексей Юрьевич
Алексе́й Юрьевич Бори́сов (род. 7 декабря 1960, Москва) — музыкант, продюсер, журналист. Участвовал в многочисленных проектах, самыми известными из которых, возможно, являются музыкальные группы «Центр» и «Ночной Проспект». Как музыкант работал в различных жанрах, в том числе электронной музыки, экспериментальной музыки, нью-вейв и индастриал.

## Биография
Родился 7 декабря 1960 года в Москве. В 1983 году окончил исторический факультет МГУ.
С 1980 по 1981 год был гитаристом группы «Центр».
В 1981 году вместе с гитаристом Дмитрием Маценовым основал бит-группу «Проспект», вокалистом и гитаристом которой был по 1984 год.
В 1985 году вместе с Иваном Соколовским организовал группу «Ночной Проспект», которая работала в разных жанрах — от электро-попа до индустриальной музыки. Эта группа была одним из первых в России индустриальным проектом. За время существования проект выпустил пять альбомов, принял участие в многочисленных сборниках и фестивалях, дал сотни концертов в разных странах.
Параллельно с участием в «Ночном Проспекте», Алексей Борисов записывал сольные альбомы, работал в клубах и на радио как диджей. Также написал музыку к видеоработам кинематографиста Романа Аникушина и к немому фильму «Фауст» (Фридрих Мурнау, 1926) по заказу «Гёте-Института».
С 1992 года является участником электронного дуэта «F.R.U.I.T.S.» («Ф. Р. У. Т. С.»), совместно с Павлом Жагуном.
С 1997 года участвует в этно-электронном проекте «Волга» с Анжелой Манукян и Романом Лебедевым.
Кроме того, работал с рядом музыкантов, групп и деятелей искусства из разных стран, среди которых:
- арт-группа «Север» (с 1995 года)
- проекты Сергея Летова (с 1996 года)
- электронно-экспериментальное движение «Electric Future»
- финский электронный музыкант Антон Никкила/Anton Nikkila (вместе с которым основал в 1999 году экспериментальный лейбл «N&B Research digest»)
- японский нойз-музыкант K. K. Null
- японский проект Government Alpha
- американский электронщик Джеффри Сурак/Jeff Surak
- шведский саунд-артист Лиф Эллгрен/Leif Elggren
- театральный режиссёр Ольга Субботина
- мультимедийные художники Аристарх Чернышёв и Владислав Ефимов (с 1998 года)
- российский актёр и музыкант  Сергей Пахомов
- музыкант Александр Барабашев (Россия)
- Ultra Milkmaids (Франция)
- Ilpo Väisänen[англ.] (Финляндия)
- Kapotemuzik (Нидерланды)
- Lazyfish (Россия)
- Kurt Liedwart (Россия)
- Дмитрий Александрович Пригов (Россия)
- Coloristics (Россия)

В январе 2015 года организовал «Fake Cats Project» с Игорем Лёвшиным и Кириллом Макушиным ("When We Live", "[existence_sounds]").               
В январе 2024 году выпустил совместный альбом "Khan and Atlas" с Вячеславом Исмагиловым (Deficit).

### Журналистская деятельность
На текущий момент является рецензентом англоязычного издания Data.Wave. Как журналист работал с изданиями «Бульдозер», «Fuzz», «Птюч», «ОМ», «Факт», «Downtown», французскими журналами «B' Mag» и «Technikart», московской музыкальной газетой «man’Music»,  http://www.kontramarka.rukontramarka.ru и www.specialradio.ru.

## Дискография
Дискография с проектами «Ночной Проспект» и «Волга»: см. Ночной Проспект , Волга
- 1994/2000 Joint Committee. Rosenkranz' Sessions. Vol. 1 (Noise Music, под редакцией Алексея Борисова, при участии NP, Alien Pat. Holman, F.R.U.I.T.S., Mushrooms, 1994) (CD-R, Пентаграмма 013, 2000)[3]
- 1998 Новая Русская Альтернатива «Уверенность в невидимом» Сергей Летов, Олег Липатов, Ричард Норвила, Алексей Борисов, Роман Лебедев, ансамбль Дмитрия Покровского. Концерт в клубе «Бедные Люди» (Пентаграмма 009 CD)
- 1999 Japanoise action in Moscow (with MSBR, Government Alpha, NP, Internat, T.A.Lab) (CD-R, I.V.B., Russia, 2000)
- 1999 Letov, Borisov, Nikkila live 99 (CD-R, Pentagramma, Россия 1999/ CD, HOR Rec, Russia, 2001)
- 1999 Borisov & S. Letov. Faust in Ekaterinburg (Пентаграмма 007 CD) Музыка к фильму «Фауст». Записано в Малом зале Свердловской Государственной Филармонии. 22 июня 1999
- 1999 «Фауст». Алексей Борисов — Сергей Летов — Олег Липатов. Нижний Новгород, 1999 (Пентаграмма 017 CD). Музыка к фильму «Фауст».
- 2000 «Фауст» в Москве. Алексей Борисов — Сергей Летов — О. Липатов — Ричард Норвила. Музыка к фильму «Фауст». Записано в Центральном Доме Художника (Пентаграмма 024 CD)
- 2000 Alexei Borisov «Pa Koket» (CD-R, Insofar Vapor Bulk, Russia, 2000)
- 2002 Сергей Летов, Алексей Борисов, Дмитрий Александрович Пригов «Концерт в О. Г. И.» (Пентаграмма 027 CD, переиздано «Отделением Выход» — B 168, 2002)
- 2003 Супрематический проект. Алексей Борисов, Сергей Летов, Иван Соколовский в культурном центре ДОМ, Москва. День рождения Казимира Малевича, февраль 2003 (Пентаграмма 039 CD)
- 2003/2005 THE NEW BLOCKADERS/GOSPLAN TRIO. Sound Sketch for Raging Flames http://www.klanggalerie.com (gg92 CD, концерт в культурном центре ДОМ, Москва, то же выступление, что и на диске «Пентаграмма 039 CD»)
- 2003 Alexei Borisov & Jeffrey Surak «Ulitsa Novatorov» (Mini-CD, The Locus of Assemblage, UK, 2003)
- 2003 Xenoglossia (Alexei Borisov & KK Null) (CD, I.V.B., 2003)
- 2004 Alexei Borisov «Polished surface of a table» (CD, Electroshock, Russia, 2004)
- 2004 Alexei Borisov and Anton Nikkila «Typical Human Beings» (NBRD, 2004)
- 2006 Alexei Borisov and Anton Nikkila «Where are they now» (NBRD, 2006)
- 2007 Xenoglossia 2 (Electroclub, 2007)
- 2011 ASTMA «Dar-k» (CD, Letmo, Czech Republic, 2011)
- 2024 Alexei Borisov and Vyacheslav Ismagilov «Khan and Atlas» Digital, "Attenuation Circuit" (Германия 2024)

### с «F.R.U.I.T.S.»
Избранная дискография:
- «Elektrostatic» (Exotica Records, 1997)
- F.R.U.I.T.S. & Sa-Zna «Янтарные Комнаты» / «Amber Rooms» (совместно с Р. Аникушиным, П. Жагуном, А. Меньшагиным, И. Гоцмановым, Р. Норвилой) (CD) (Exotica / GMB R&I., Россия, 1998)
- «Acid report 96» (CD-R, Grief recordings, 2000)
- «Studio recordings 92-93, vol. 1» (CD-R, NBRD, 2000)
- «Jakuzi» (CD, Exotica, 2001)
- «Lakmus» (CD-R, Xerxes rec., Japan, 2001)
- «Forbidden Beat» (CD, Laton, Austria, 2004)

### с «Fake Cats Project»
- «Fake Cat Songs» (Digital, "Surrism Phonoethics"(Германия),ооо"Панчер"(Россия) 2015)
- «Sad Songs» (Digital, "Surrism Phonoethics"(Германия),ооо"Панчер"(Россия) 2015 )
- «Love Is A Ping Pong Ball» (Digital, "Etched Traumas"(Греция),ооо"Панчер"(Россия) 2016)
- «Русский Canon» (CD,Digital, "Frozen Light"(Россия),"Sounthern City's Lab"(Россия), ооо"Панчер"(Россия) 2016)
- «Temptations» (Digital, "Vulpiano Records"(США), 2016)
- «Music Laundering Machine» (Digital, "HAZE"(Белоруссия),ооо"Панчер"(Россия) 2016)
- «Classics Double-Binded» (CDr, 2018)
- «Live At Vermel 2019» (Digital, 2019)
- «Logocentrism» (Digital, 2019)
- «Perowo Songs» (CD, 2021)
- «Two Garik Vinogradov FCP Bicapo Sessions» (Digital, 2022)
- «Kajdaya Noch» (Digital, "Attenuation Circuit"(Германия) 2023

## Видеография
- Notchnoi Prospekt «Live Chronicles 1994/1995» (by R. Anikushin)[3]
- Notchnoi Prospekt «Live in Ptiuch 1995» (by A. Novikov, N. Anokhin)
- Alexei Borisov «Live in Dom Club 1999» (by V. Jefimov)
- Notchnoi Prospekt «Back in the USSR» (by R. Anikushin)
- Notchnoi Prospekt «Truth» (by D. Velikanov)